# آرایاس
آرایاس (به پرتغالی: Arraias) یک منطقهٔ مسکونی در برزیل است که در توکانتینس واقع شده‌است. آرایاس ۵٬۷۸۷ کیلومتر مربع مساحت و ۱۰٬۵۳۴ نفر جمعیت دارد.